# Adam Friedrich Senfft von Pilsach
Adam Friedrich Senfft von Pilsach (* 25. Mai 1723 in Löbnitz; † 3. Juni 1783 in Schmon) war kursächsischer Kreishauptmann des Kurkreises, Oberaufseher der Saalflöße und Besitzer der Rittergüter Zscheiplitz und Oberschmon.

## Leben
Er stammt aus dem Uradelsgeschlecht Senfft von Pilsach und ist der Sohn der Kammerjunkers Johann Friedrich Senfft von Pilsach (1683–1738) und der Sophia Maria Helena Louise Augusta von Dachröden (1700–1738)
Adam Friedrich Senfft von Pilsach heiratete am 18. Januar 1740 Henriette Marianne von Ende. Das Paar hatte mehrere Kinder:
- Adam Heinrich August († 23. Januar 1789), k.u.k. Oberst
- Karl Bodo Wilhelm († 1. Januar 1787), kursächsischer Justizrat[1] ⚭ 1776 Johanna Amalie von Thielemann[2]
- Henriette Frederike Amalie († 29. Oktober 1787)
- Joseph Heinrich Maximilian († 26. Oktober 1797), kursächsischer Oberst

Nach dem Tod seiner ersten Frau heiratete er in Colditz am 19. Februar 1762 Wilhelmine Charlotte von Wolffersdorff verw. von Nostitz (* 30. November 1730; † 30. November 1808). Aus dieser Ehe ging hervor: 
- Friedrich Adam (* 18. Februar 1763; † 1. März 1838), preußischer Gesandter, Burgmann in Giessen

⚭ N.N.
⚭ Karoline Adelheid Luise von Schimmelmann (* 10. Mai 1778; † 3. Februar 1853), Tochter von Heinrich Ludwig von Schimmelmann
- Ludwig
- Friedrich Christian Ludwig (* 4. Januar 1774; † 17. Februar 1853), Diplomat, erhielt den Grafenstand ⚭ 1801 Henriette Caroline Luise von Werthern (1774–1836)
- Christiane Friederike Wilhelmine (* 14. April 1781; † 15. November 1860) ⚭ 1805 Gotthilf Friedrich Christian von Rochow († 28. Dezember 1829), Herr auf Strauch
- Erdmuthe Luise (* 18. Januar 1766; † 14. September 1816)[3]

⚭ 1782 Friedrich Adolph von Burgsdorff (* 30. Mai 1743; † 11. März 1799), Kanzler
⚭ N.N. von Zeschau († 14. November 1816), Minister